# Adachi Kagemori
Pour les articles homonymes, voir Adachi (homonymie).
Adachi Kagemori (安達 景盛, mort en 1248) est un guerrier japonais de la province de Sagami et membre du clan Adachi.

## Biographie
Il est le fils de Morinaga Adachi. Sa fille épouse Hōjō Tokiuji et lui donne deux fils, Hōjō Tsunetoki et Hōjō Tokiyori.
Il est d'abord au service du shogun Minamoto no Yoriie, vite suivi de Minamoto no Sanetomo. Ce dernier lui confie en 1218 le poste de vice-gouverneur de la province de Dewa. Il se joint à la cause du clan Hōjō lors de la révolte de Jōkyū en 1221. En 1247, il abat la puissance du clan rival des Miura aux côtés de son petit-fils Tokiyori. Chargé de la défense du château d'Akita, on le nomme Akitajō no suke (gouverneur du château d'Akita). À la mort de Minamoto no Sanetomo, il se fait religieux bouddhiste au temple Kōya-san sous le nom de Gakuchi.